# A Conspiracy of Hope Tour
A Conspiracy of Hope Tour fue una gira de seis conciertos benéficos, organizados por Amnistía Internacional. La gira tomó lugar en junio de 1986. Los principales artistas de la gira fueron The Police y U2, y también se presentaron Bryan Adams, Peter Gabriel, Lou Reed, Joan Baez y The Neville Brothers. En los tres últimos conciertos aparecen reunidos The Police.
El Tour fue posible gracias al director ejecutivo de Amnistía Internacional en USA, Jack Haley y el productor Martin Lewis.

## Presentaciones
| Fecha               | País           | Ciudad          | Lugar                  |
| 4 de junio de 1986  | Estados Unidos | San Francisco   | Cow Palace             |
| 6 de junio de 1986  | Estados Unidos | Inglewood       | The Forum              |
| 8 de junio de 1986  | Estados Unidos | Denver          | McNichols Sports Arena |
| 11 de junio de 1986 | Estados Unidos | Atlanta         | The Omni               |
| 13 de junio de 1986 | Estados Unidos | Rosemont        | Rosemont Horizon       |
| 15 de junio de 1986 | Estados Unidos | East Rutherford | Giants Stadium         |

El concierto final el 15 de junio en East Rutherford fue un evento en estadio lleno que duró desde las 12:00 h hasta las 23:00 h y fue televisado por MTV. A diferencia de las presentaciones anteriores, el último concierto fue realizado en un estadio. Además varió en que otros artistas que no habían estado en el tour participaron del concierto. Entre éstos se encuentran: John Eddie con Max Weinberg, Third World, The Hooters, Peter Paul & Mary, Little Steven con Bob Geldof, Stanley Jordan, Joan Armatrading, Jackson Browne, Rubén Blades con Fela Kuti y Carlos Santana, Yōko Ono, Howard Jones, Miles Davis, y Joni Mitchell. Las introducciones habladas fueron hechas por Bill Graham, Bill Bradley, Darryl Hannah, Robert De Niro, Christopher Reeve, Michael J. Fox, y Muhammed Ali.
El concierto final el 15 de junio en East Rutherford fue un evento en estadio lleno que duró desde las 12:00 h hasta las 23:00 h y fue televisado por MTV. A diferencia de las presentaciones anteriores, el último concierto fue realizado en un estadio. Además varió en que otros artistas que no habían estado en el tour participaron del concierto. Entre éstos se encuentran: John Eddie con Max Weinberg, Third World, The Hooters, Peter Paul & Mary, Little Steven con Bob Geldof, Stanley Jordan, Joan Armatrading, Jackson Browne, Rubén Blades con Fela Kuti y Carlos Santana, Yōko Ono, Howard Jones, Miles Davis, y Joni Mitchell. Las introducciones habladas fueron hechas por Bill Graham, Bill Bradley, Darryl Hannah, Robert De Niro, Christopher Reeve, Michael J. Fox, y Muhammed Ali.
Jackson Browne también se había presentado en Los Ángeles y San Francisco.
Pete Townshend estaba entre los que se presentarían en el Giants Stadium, pero en el último momento su padre, Cliff Townshend, se puso grave. Esta podría haber sido la primera aparición en vivo de Townshend en solitario en los Estados Unidos.
Esta fue la última aparición de The Police, hasta que fueron introducidos al Rock and Roll Hall of Fame.

## Repertorio
Los temas que se tocaban en la gira tenían un significado más político. Por ejemplo, en el caso de la banda irlandesa U2, se tocaron las siguientes canciones:
- Bad (6 veces interpretada)
- Help (6 veces interpretada)
- I Shall Be Released (6 veces interpretada)
- Maggie's Farm (6 veces interpretada)
- Pride (In The Name Of Love) (6 veces interpretada)
- Sun City (6 veces interpretada)
- Sunday Bloody Sunday (6 veces interpretada)
- MLK (5 veces interpretada)
- New Year's Day (5 veces interpretada)
- Invisible Sun (2 veces interpretada)
- C'mon Everybody (1 vez interpretada)
- Happy birthday to you (1 vez interpretada)

De estas doce canciones, siete son covers, dos son del álbum War y tres del álbum The Unforgettable Fire.
Múltiples artistas solían unirse a U2 para interpretar el tema de Little Steven Sun City.